# Лі Хон Гу
Лі Хон Гу (кор. 이홍구, 李洪九, I Honggu, I Hongku; нар. 9 травня 1934) — корейський науковець і політик, двадцять восьмий прем'єр-міністр Республіки Корея.

## Біографія
Починав вивчати право в Сеульському національному університеті, втім за рік залишив виш. 1955 року Лі вступив до Університету Еморі (США), який закінчив за чотири роки, а 1968 року отримав ступінь з політичних наук в Єльському університеті.
Після повернення на батьківщину займався викладацькою діяльністю, допоки 1988 року його не запросили до уряду.
1991 року Лі Хон Гу став послом Південної Кореї у Великій Британії. Від 1994 до 1995 року очолював Уряд Республіки Корея.
1996 року Лі був обраний до лав південнокорейського парламенту. В березні 1998 року президент Кім Де Чжун призначив Лі на посаду посла у Сполучених Штатах. Ту посаду він обіймав до серпня 2000 року.
Після того Лі Хон Гу пішов з державної служби та з політики та зайнявся науковою діяльністю. У травні 2002 року він заснував у Сеулі Інститут Східної Азії. Окрім того, Лі пише статті для преси.